# Zu Hause (Tschechow)

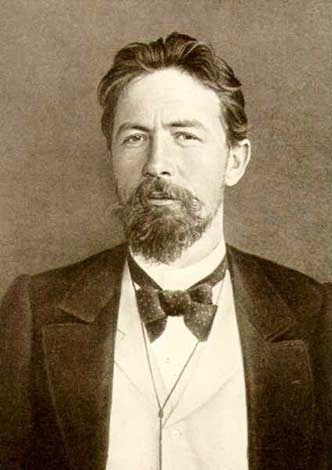
Anton Tschechow

Zu Hause (russisch Дома, Doma) ist eine Kurzgeschichte des russischen Schriftstellers Anton Tschechow, die am 7. März 1887 in der Sankt Petersburger Tageszeitung Nowoje wremja erschien.
Nach einem anstrengenden Arbeitstag möchte Jewgenij Petrowitsch Bykowskij, Staatsanwalt am Kreisgericht, daheim in seinem Herrenzimmer den verdienten Feierabend genießen. Da mahnt die Gouvernante Hilfe bei der Erziehung seines Sohnes Serjoscha an. Der kleine Schuljunge hat Zigarette geraucht. Bykowskij knöpft sich seinen Spross unter vier Augen vor und weist ihm – wie vor den Schranken des Gerichts üblich – auf professionelle Art Lüge und Diebstahl nach. Diebstahl: Serjoscha hat sich an fremdem Eigentum, dem Tabak seines Vaters, vergriffen. Und Lüge: Serjoscha beteuert, er habe ein einziges Mal geraucht. Der Anwalt weist dem Kleinen nach, er hat zweimal. Anhänglich, wie der Junge ist, kriecht er auf den Schoß des Vaters und geht ihm um den Bart. Gerührt muss der Vater feststellen, der Junge sieht wie Verwandte aus, die er liebt – also, ein wenig wie Bykowskijs Mutter und ein wenig wie Bykowskijs Gattin.
Der gewiefte Jurist findet, er taugt nicht zum Erzieher. Bykowskij sinniert. Da kommt ihm die Idee. Manchmal stellt er den Jungen abends mit einem selbst erdachten Märchen ruhig. So auch jetzt. Seine Märchenpointe diesmal: „Der Prinz wurde vom Rauchen schwindsüchtig und starb, als er erst zwanzig Jahre alt war“. Serjoscha, von seinem Erzieher überzeugt worden, will nicht wieder rauchen.

## Deutschsprachige Ausgaben
Verwendete Ausgabe:
- Zu Hause, S. 97–106 in Anton Tschechow: Das Glück und andere Erzählungen. Aus dem Russischen übertragen von Alexander Eliasberg. 187 Seiten. Wilhelm Goldmann Verlag, München 1962, Goldmanns gelbe Taschenbücher, Bd. 868